# Brassaiopsis fatsioides
Brassaiopsis fatsioides är en araliaväxtart som beskrevs av Hermann Harms. Brassaiopsis fatsioides ingår i släktet Brassaiopsis och familjen Araliaceae. Inga underarter finns listade.